# مدينة الحسين الطبية
مدينة الحسين الطبية، تعد أول مدينة طبية عربية، تابعة للخدمات الطبية الملكية، وتقع غرب عمّان العاصمة الأردنية. يتضمن كادرها نحو ألف أخصائي وممرض وإداري، وتمنح درجات الاختصاص في الطب لمعظم التخصصات، وهي مزودة بعقود طبية مع مؤسسات طبية دولية. أجريت فيها أولى عمليات زراعة الأعضاء في منطقة الشرق الأوسط، حيث سجلت فيها عملية زراعة القلب مطلع الثمانينات من القرن الماضي، إذ كانت في وقتها مقتصرة على الدول المتطورة طبيًا. والمدينة مكونة من مبنى كبير على شكل قرية مسورة وممتدة على أطول شارع مستقيم يشق عمان الغربية.

## مرافق مدينة الحسين الطبية
يضم المجمع الطبي خمسة مستشفيات ومركز للدراسات المخبرية على المستوى الإقليمي
- مستشفى الحسين:[2] تأسس عام 1973، وهو أحد أكثر المستشفيات ازدحاما في الأردن، ويبلغ معدل الإدخال السنوي حوالي 25000 مريض.
- مركز التأهيل الملكي:[3] أنشأ عام 1983، وطاقته الاستيعابية 150 سرير.
- مستشفى الملكة علياء العسكري:[4] أنشأ عام 1983، وطاقته الاستيعابية 170 سرير.
- مركز الأميرة إيمان للأبحاث والعلوم المخبرية:[5] مركز مرجعي للفحوص المخبرية، تأسس عام 2001. نال المركز الأول في دقة نتائج الاختبار لتشخيص مرض الثلاسيميا بين 155 برنامج عالمي لمراقبة الجودة عالمياً في عام 2009.
- مركز الأمير حسين لجراحة المسالك البولية وزرع الأعضاء: تأسس عام 2000، وطاقته الاستيعابية 73 سريرًا.
- مستشفى الملكة رانيا للأطفال:[6] أنشأ عام 2011 ويعالج جميع أمراض الأطفال بما في ذلك السرطان من جميع الأنواع.